# Timothy Crooks
Timothy John Crooks (* 12. Mai 1949 in Wandsworth) ist ein ehemaliger britischer Ruderer, der 1976 eine olympische Silbermedaille im Achter gewann.

## Sportliche Karriere
Der 1,86 m große Timothy Crooks vom Leander Club belegte den achten Platz im Zweier ohne Steuermann bei den Europameisterschaften 1971. 1972 trat er zusammen mit Patrick Delafield im Doppelzweier an und belegte den fünften Platz bei den Olympischen Spielen in München. Bei den Weltmeisterschaften 1974 in Luzern siegte der Achter aus den Vereinigten Staaten vor dem Achter aus dem Vereinigten Königreich, der in der Besetzung Frederick Smallbone, John Yallop, Timothy Crooks, Hugh Matheson, David Maxwell, Jim Clark, William Mason, Leonard Robertson und Steuermann Patrick Sweeney antrat. Dies war die erste Weltmeisterschaftsmedaille für einen britischen Männer-Achter.
1975 ruderten Richard Lester, Hugh Matheson, Timothy Crooks, Richard Ayling und Patrick Sweeney im Vierer mit Steuermann bei den Weltmeisterschaften in Nottingham und belegten den vierten Platz mit einer Sekunde Rückstand auf den drittplatzierten Vierer aus der DDR. Bei den Olympischen Spielen 1976 in Montreal startete der britische Achter in der Besetzung Richard Lester, John Yallop, Timothy Crooks, Hugh Matheson, David Maxwell, Jim Clark, Frederick Smallbone, Leonard Robertson und Patrick Sweeney. Im Vorlauf belegten die Briten mit fast fünf Sekunden Rückstand auf den Achter aus der DDR den zweiten Platz. Mit einem Sieg im Hoffnungslauf erreichten die Briten das Finale. Im Finale gewann der Achter aus der DDR mit zweieinhalb Sekunden Vorsprung auf die Briten, die ihrerseits zweieinhalb Sekunden Vorsprung auf die drittplatzierten Neuseeländer hatten.
1977 wechselte Crooks in den Einer. Nach einem vierten Platz bei den Weltmeisterschaften 1977 belegte er 1978 in Neuseeland den elften Platz.